# Homalobus
Homalobus là một chi thực vật có hoa trong họ Đậu.